# デヴィッド・ケックナー
デヴィッド・ケックナー（David Koechner, 1962年8月24日 - ）は、アメリカ合衆国ミズーリ州生まれの俳優、声優、コメディアン、ミュージシャンである。

## 来歴
性格俳優、コメディアン、ミュージシャンと多彩な才能を発揮するケックナーは、1962年にミズーリ州ティプトンに生まれる。ドイツおよびアイルランド系。高校卒業後は、ミズーリ大学コロンビア校へ進学し、政治学を専攻。しかしショービジネスの世界へ憧れてシカゴへ渡り、即興演劇集団のセカンド・シティへ入団。その後、人気テレビ番組『サタデー・ナイト・ライブ』へワンシーズンだけ参加。その頃から徐々に人気に下火がつき始めて、SNL以降の1996年から1997年には人気テレビ司会者のコナン・オブライエンのトークショーなどにも出演。同時に映画の脇役としても徐々に活動を始めて、着々とキャリアを重ねていく。
長編映画ではコメディアンと共演するコメディ映画への出演が多く、SNL時代に同番組レギュラーであったウィル・フェレルやスティーヴ・カレルらと共演した『俺たちニュースキャスター』においては頭の悪そうなスポーツキャスターをコミカルに演じ、『ゲット スマート』などのコメディ作品でもあくの強い印象を残している。尚、『俺たちニュースキャスター』に至ってはMTVムービー・アワードの最優秀チーム賞へ主演のフェレルらと共にノミネートされている。音楽面での才能も発揮して、ミュージシャンとしての顔も持つ。
1998年に結婚し、現在は4人の父親でもある。

## 主な出演作品

### 映画
| 公開年 | 邦題 原題                                                                                         | 役名                                   | 備考 |
| ------ | ------------------------------------------------------------------------------------------------- | -------------------------------------- | ---- |
| 1997   | ウワサの真相/ワグ・ザ・ドッグ Wag the Dog                                                         | ディレクター                           |      |
| 1999   | オースティン・パワーズ：デラックス Austin Powers: The Spy Who Shagged Me                          | 副操縦士                               |      |
| 1999   | マン・オン・ザ・ムーン Man on the Moon                                                            | ナショナル・エンクワイラーのレポーター |      |
| 2000   | 学園天国 Whatever It Takes                                                                        | ヴァージル・ドゥーリトル               |      |
| 2001   | クールボーダー Out Cold                                                                           | スタンピー                             |      |
| 2002   | アイ・ラブ・ヒットマン Life Without Dick                                                          | ハーレイおじさん                       |      |
| 2002   | 恋の方程式 あなたのハートにクリック2 The Third Wheel                                              | カール                                 |      |
| 2003   | オトコのキモチ♂ A Guy Thing                                                                       | バック                                 |      |
| 2003   | セレブな彼女の落とし方 My Boss's Daughter                                                         | スピード                               |      |
| 2004   | 俺たちニュースキャスター Anchorman: The Legend of Ron Burgundy                                    | チャンプ・カインド                     |      |
| 2005   | デュークス・オブ・ハザード The Dukes of Hazzard                                                   | クーター・ダヴェンポート               |      |
| 2005   | 40歳の童貞男 The 40 Year Old Virgin                                                               | ヘルス・クリニックの父親               |      |
| 2005   | ヘレンとフランクと18人の子供たち Yours, Mine and Ours                                             | ダレル・エドワーズ                     |      |
| 2005   | サンキュー・スモーキング Thank You for Smoking                                                    | ボビー・ジェイ・ブリス                 |      |
| 2006   | タラデガ・ナイト オーバルの狼 Talladega Nights: The Ballad of Ricky Bobby                         | ハーシェル                             |      |
| 2006   | スネーク・フライト Snakes on a Plane                                                              | リック                                 |      |
| 2006   | プリズン・フリーク Let's Go to Prison                                                             | シャナハン                             |      |
| 2006   | エアポート・アドベンチャー クリスマス大作戦 Unaccompanied Minors                                  | アーニー                               |      |
| 2007   | ポリス・バカデミー/マイアミ危機連発! Reno 911!: Miami                                             | アスペンの保安官                       |      |
| 2007   | 燃えよ!ピンポン Balls of Fury                                                                     | リック                                 |      |
| 2007   | 鉄板スポーツ伝説 The Comebacks                                                                    | ランボー・フィールズ                   |      |
| 2008   | 俺たちダンクシューター Semi-Pro                                                                   | コミッショナー                         |      |
| 2008   | Mr.ボディガード/学園生活は命がけ! Drillbit Taylor                                                 | Frightened Dad                         |      |
| 2008   | ゲット スマート Get Smart                                                                         | ララビー                               |      |
| 2009   | たった一人のあなたのために My One and Only                                                        | ビル                                   |      |
| 2009   | シンディにおまかせ Extract                                                                        | ネイサン                               |      |
| 2009   | 迷ディーラー!?ピンチの後にチャンスなし The Goods: Live Hard, Sell Hard                            | ブレント・ゲージ                       |      |
| 2011   | 宇宙人ポール Paul                                                                                 | ガス                                   |      |
| 2011   | ファイナル・デッドブリッジ Final Destination 5                                                    | デニス                                 |      |
| 2012   | ピラニア リターンズ Piranha 3DD                                                                   | チェット                               |      |
| 2012   | HIT&RUN Hit and Run                                                                               | サンダース                             |      |
| 2012   | スモール・アパートメント ワケアリ物件の隣人たち Small Apartments                                  | オグラディ刑事                         |      |
| 2013   | 恋するリベラーチェ Behind the Candelabra                                                          |                                        |      |
| 2013   | 俺たちニュースキャスター 史上最低!?の視聴率バトルinニューヨーク Anchorman 2: The Legend Continues | チャンプ・カインド                     |      |
| 2015   | ゾンビーワールドへようこそ Scouts Guide to the Zombie Apocalypse                                  | スカウトリーダーのロジャース           |      |
| 2017   | チップス 白バイ野郎ジョン&パンチ再起動!? CHiPs                                                    | パット                                 |      |

### テレビシリーズ
| 放映年    | 邦題 原題                                               | 役名                   | 備考                                                               |
| --------- | ------------------------------------------------------- | ---------------------- | ------------------------------------------------------------------ |
| 1995-1996 | サタデー・ナイト・ライブ Saturday Night Live            |                        | 計20話出演                                                         |
| 1997      | あなたにムチュー Mad About You                          | 店員                   | 第6シーズン第4話「Uncle Phil and the Coupons」                     |
| 2000      | フリークス学園 Freaks and Geeks                         | ウェイター             | 第1シーズン第7話「気になる転校生」                                 |
| 2005-2012 | ザ・オフィス The Office                                 | トッド・パッカー       | 計14話出演                                                         |
| 2007-2008 | 名探偵モンク Monk                                       | ジョーイ・クレンショー | 計2話出演                                                          |
| 2008-2010 | シークレット・アイドル ハンナ・モンタナ Hannah Montana  | アールおじさん         | 計3話出演                                                          |
| 2008      | キング・オブ・ザ・ヒル King of the Hill                 | フランク               | 第12シーズン第17話「Six Characters in Search of a House」 声の出演 |
| 2008      | プッシング・デイジー 恋するパイメーカー Pushing Daisies | Merle McQuoddy         | 第2シーズン第9話「嵐吹くパペン灯台」                               |
| 2008-2013 | アメリカン・ダッド American Dad!                        | ディック               | 計14話出演 声の出演                                                |
| 2017      | BONES Bones                                             | ジャック               | 第12シーズン第6話「血塗られたチェーンソー」                        |

## 参照
1. ↑  “アーカイブされたコピー”. 2013年1月31日時点のオリジナルよりアーカイブ。2013年5月16日閲覧。
2. ↑  “アーカイブされたコピー”. 2012年3月30日時点のオリジナルよりアーカイブ。2011年12月28日閲覧。